# Trash Talk
Trash Talk är ett amerikanskt hardcoreband. De spelade på Way Out West 2010.

## Medlemmar
Nuvarande medlemmar
- Lee Spielman - sång
- Garrett Stevenson - gitarr
- Spencer Pollard - bas, sång

Tidigare medlemmar
- Sam Bosson - trummor
- Thomas Pridgen - trummor
- Devan Bentley - trummor

## Diskografi
Studioalbum
- 2006 - Walking Disease (Rumble Records/Six Feet Under Records)
- 2008 - Trash Talk (Trash Talk Collective)
- 2010 - Eyes & Nines (Trash Talk Collective)
- 2012 - 119 (Trash Talk Collective/Odd Future Records)
- 2014 - No Peace (Trash Talk Collective/Odd Future Records)

EP
- 2005 - Trash Talk (7", Sell Our Souls)
- 2006 - Trash Talk / Steel Trap (delad EP med Steel Trap) (Spiderhost Pressgang)
- 2007 - Plagues (Malfunction Records)
- 2009 - East of Eden (Trash Talk Collective)
- 2011 - Trash Talk / Wavves (delad EP med Wavves) (2011)
- 2011 - Awake (7"' True Panther Sounds)

Demo
- 2005 - 2005 demo (Sell Our Souls)

Livealbum
- 2006 - Live at United Blood (Six Feet Under Records)